# Tócame
«Tócame» es una canción de la cantante brasileña Anitta, lanzado el 10 de julio de 2022 a través de Warner Records. Incluye la participación de los reguetoneros Arcángel y De la Ghetto.

## Antecedentes y lanzamiento
El 2 de junio de 2020, un sitio web asiático filtró la portada y la supuesta fecha de lanzamiento de «Tócame», mencionando que sería lanzado el 12 de junio de ese mismo año.  Sin embargo, un mes después, Anitta reveló oficialmente la portada y la verdadera fecha de lanzamiento del sencillo. «Tócame» se lanzó el 10 de julio de 2020 a través de descarga digital y streaming.

## Video musical
El videoclip de «Tócame» fue dirigido por Giovanni Bianco, y sus escenas fueron grabadas con drones para evitar el contacto entre personas debido a la pandemia de COVID-19.  El videoclip cuenta con la participación del exnovio de la cantante, Gui Araújo, bailando de forma anónima con ella en apartamentos y losas, además de los artistas invitados.

## Presentaciones en vivo
Anitta interpretó la canción por primera vez el 11 de julio de 2020 en Altas Horas. El 21 de agosto de 2020, volvió a interpretar la canción en The Late Late Show with James Corden.

## Posicionamiento en listas
| Listas (2020)                                       | Mejor posición |
| --------------------------------------------------- | -------------- |
| Colombia (Monitor Latino)                           | 16             |
| Colombia (National Report)                          | 19             |
| Estados Unidos (Billboard Latin Digital Song Sales) | 9              |
| México (Billboard Mexico Airplay)                   | 13             |
| México (Billboard Mexico Español Airplay)           | 1              |
| México (Monitor Latino Top 20 Pop)                  | 7              |
| Portugal (AFP)                                      | 94             |

| Listas (2020)  | Posición |
| -------------- | -------- |
| Portugal (AFP) | 923      |

## Certificaciones
| País   | Organismo certificador | Certificación | Ventas certificadas | Ref    |
| ------ | ---------------------- | ------------- | ------------------- | ------ |
| Brasil | Pro-Música Brasil      | Platino       | 40 000              | [ 21 ] |